# فينه

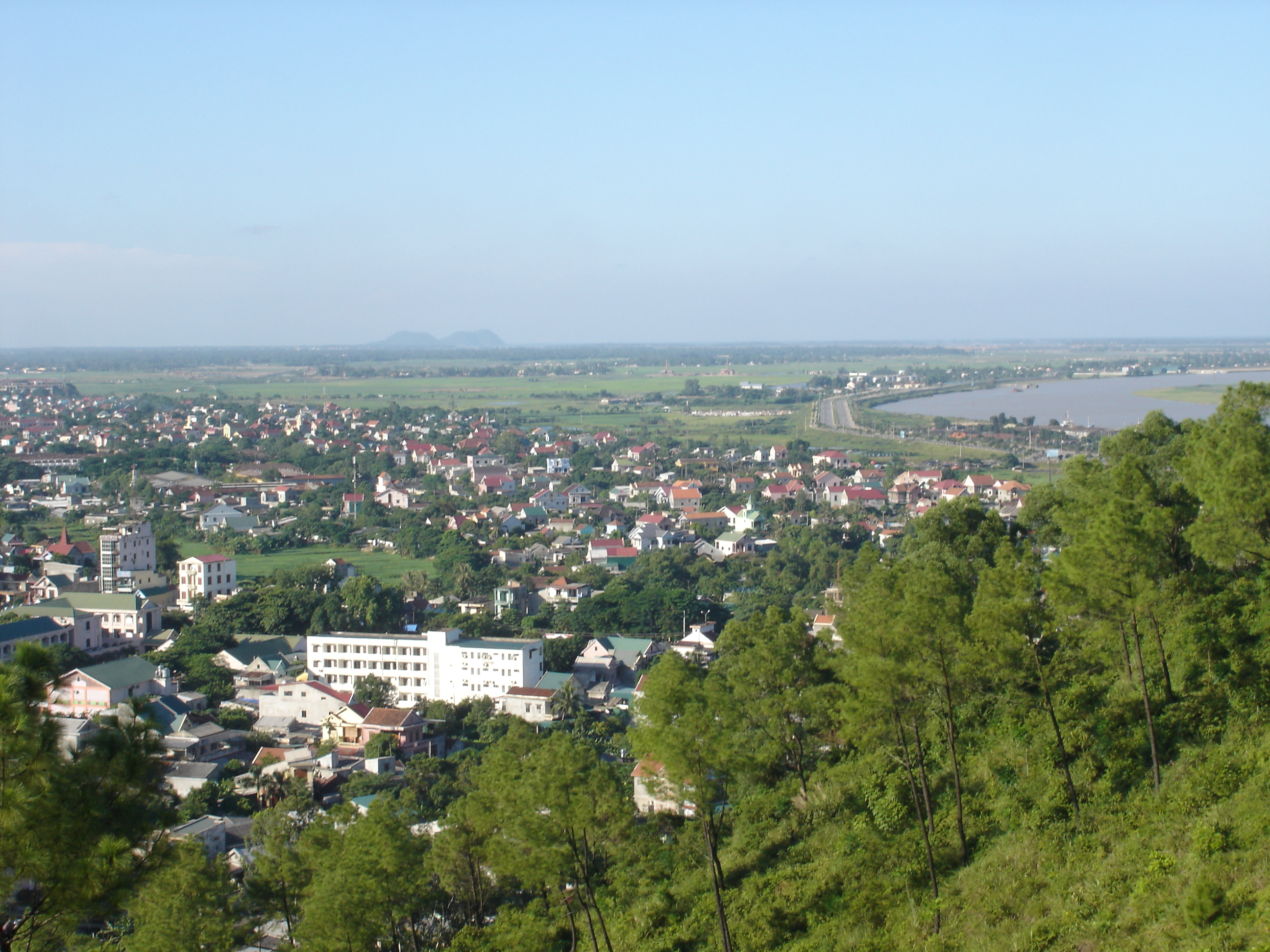

فينه هي مدينة تقع في شمال فيتنام ويبلغ عدد سكانها 303,714. وهي عاصمة مقاطعة نغي آن.

## المناخ
يظهر الجدول التالي التغييرات المناخية على مدار السنة لفينه:
| البيانات المناخية لـفينه                                      | البيانات المناخية لـفينه | البيانات المناخية لـفينه | البيانات المناخية لـفينه | البيانات المناخية لـفينه | البيانات المناخية لـفينه | البيانات المناخية لـفينه | البيانات المناخية لـفينه | البيانات المناخية لـفينه | البيانات المناخية لـفينه | البيانات المناخية لـفينه | البيانات المناخية لـفينه | البيانات المناخية لـفينه | البيانات المناخية لـفينه |
| الشهر                                                         | يناير                    | فبراير                   | مارس                     | أبريل                    | مايو                     | يونيو                    | يوليو                    | أغسطس                    | سبتمبر                   | أكتوبر                   | نوفمبر                   | ديسمبر                   | المعدل السنوي            |
| ------------------------------------------------------------- | ------------------------ | ------------------------ | ------------------------ | ------------------------ | ------------------------ | ------------------------ | ------------------------ | ------------------------ | ------------------------ | ------------------------ | ------------------------ | ------------------------ | ------------------------ |
| الدرجة القصوى °م (°ف)                                         | 34.9 (94.8)              | 35.5 (95.9)              | 39.1 (102.4)             | 39.9 (103.8)             | 41.1 (106.0)             | 42.1 (107.8)             | 41.1 (106.0)             | 39.5 (103.1)             | 39.4 (102.9)             | 37.0 (98.6)              | 36.1 (97.0)              | 31.6 (88.9)              | 42.1 (107.8)             |
| متوسط درجة الحرارة الكبرى °م (°ف)                             | 20.4 (68.7)              | 20.6 (69.1)              | 23.4 (74.1)              | 27.8 (82.0)              | 32.1 (89.8)              | 33.7 (92.7)              | 34.2 (93.6)              | 32.9 (91.2)              | 30.5 (86.9)              | 27.7 (81.9)              | 24.7 (76.5)              | 21.9 (71.4)              | 27.5 (81.5)              |
| المتوسط اليومي °م (°ف)                                        | 17.5 (63.5)              | 17.9 (64.2)              | 20.4 (68.7)              | 24.1 (75.4)              | 27.7 (81.9)              | 29.4 (84.9)              | 29.7 (85.5)              | 28.7 (83.7)              | 26.9 (80.4)              | 24.5 (76.1)              | 21.5 (70.7)              | 18.7 (65.7)              | 23.9 (75.0)              |
| متوسط درجة الحرارة الصغرى °م (°ف)                             | 15.6 (60.1)              | 16.2 (61.2)              | 18.5 (65.3)              | 21.8 (71.2)              | 24.7 (76.5)              | 26.2 (79.2)              | 26.4 (79.5)              | 25.7 (78.3)              | 24.3 (75.7)              | 22.2 (72.0)              | 19.3 (66.7)              | 16.4 (61.5)              | 21.5 (70.7)              |
| أدنى درجة حرارة °م (°ف)                                       | 4.0 (39.2)               | 7.0 (44.6)               | 7.3 (45.1)               | 11.4 (52.5)              | 14.8 (58.6)              | 19.7 (67.5)              | 21.5 (70.7)              | 19.0 (66.2)              | 16.7 (62.1)              | 14.3 (57.7)              | 8.4 (47.1)               | 5.2 (41.4)               | 4.0 (39.2)               |
| الهطول مم (إنش)                                               | 52 (2.0)                 | 42 (1.7)                 | 45 (1.8)                 | 64 (2.5)                 | 132 (5.2)                | 117 (4.6)                | 118 (4.6)                | 223 (8.8)                | 517 (20.4)               | 542 (21.3)               | 187 (7.4)                | 74 (2.9)                 | 2٬113 (83.2)             |
| متوسط أيام هطول الأمطار                                       | 13.1                     | 14.4                     | 14.2                     | 11.1                     | 10.9                     | 8.8                      | 7.4                      | 11.8                     | 14.9                     | 16.4                     | 13.5                     | 10.6                     | 147.0                    |
| متوسط الرطوبة النسبية (%)                                     | 89.3                     | 91.2                     | 91.0                     | 88.5                     | 81.5                     | 75.6                     | 73.4                     | 79.7                     | 86.0                     | 87.3                     | 86.3                     | 86.1                     | 84.6                     |
| ساعات سطوع الشمس الشهرية                                      | 75                       | 49                       | 72                       | 135                      | 220                      | 204                      | 229                      | 196                      | 166                      | 140                      | 103                      | 87                       | 1٬677                    |
| المصدر: Vietnam Institute for Building Science and Technology |                          |                          |                          |                          |                          |                          |                          |                          |                          |                          |                          |                          |                          |